# Hildebrandslied (Hildebrandova pesem)
Hildebrandslied (Hildebrandova pesem) je fragment germanske pesmi iz 9. stoletja. Fragment pesmi, kateremu manjkata začetek in konec, šteje 68 verzov v aliteracijah. Zgodovinsko pesem sega v čas preseljevanja narodov, v vzhodnogotsko zgodovino 5. stoletja. Pesem naj bi nastala v Langobardiji, od koder naj bi prišla v Fuldo na Bavarskem, kjer sta jo dva meniha v karolinški minuskuli v četrtem desetletju 9. stoletja zapisala na platnici pergamentnega rokopisa s teološko vsebino. V pesmi se jasno kažejo germanske vrednote, telesna moč, pogum, maščevanje in boj, s katerimi so si germanski junaki pridobili čast.

## Vsebina
Pesem opeva dramatiko boja med očetom in sinom, ki se po tridesetih letih očetovega izgnanstva naključno srečata. Izgnani Hildebrand se po tridesetih letih iz hunske dežele vrača nazaj domov. Na poti sreča svojega sina Hadubranda, ki pa za svojega očeta misli, da je že mrtev, ker je tako slišal od pomorščakov. Hildebrand ne more niti z besedami, niti z dragocenimi darili prepričati svojega sina o njunem krvnem sorodstvu. Ker ga sin Hadubrand zmerja z zahrbtnih hunom, mu ne preostane nič drugega, kot da z maščevanjem in bojem opere svojo čast. Tako oče in sin planeta v boj, kjer se pesem sredi verza konča. O izidu boja so možna le ugibanja, saj zadnji verzi manjkajo.